# Rudolf Dänner
Rudolf Dänner (* 13. Oktober 1862 in Lindau (Bodensee); † 21. August 1936 in Bad Kohlgrub) war ein bayerischer Generalleutnant. 

## Leben
Dänner trat am 1. Oktober 1881 als Einjährig-Freiwilliger in das 3. Infanterie-Regiment „Prinz Karl von Bayern“ der Bayerischen Armee in Augsburg ein. Als Offiziersaspirant wurde er im Januar 1882 in das Regiment übernommen und absolvierte von Oktober 1882 bis November 1883 die Kriegsschule in München.
Ab 22. Oktober 1913 war Dänner Kommandeur des 23. Infanterie-Regiments. Diesen Verband führte er nach Ausbruch des Ersten Weltkriegs an der Westfront und wurde bei den Kämpfen am 31. August 1914 schwer verwundet. Nach einem Lazarettaufenthalt und seiner Gesundung war er für drei Monate Leiter des Feldrekruten-Depots der 3. Division. Weiterhin kommandierte er die 1. Division, die er bis zu deren Auflösung führte.
Dänner wurde am 26. Oktober 1918 der Orden Pour le Mérite verliehen.